# Évszázados villanykörte

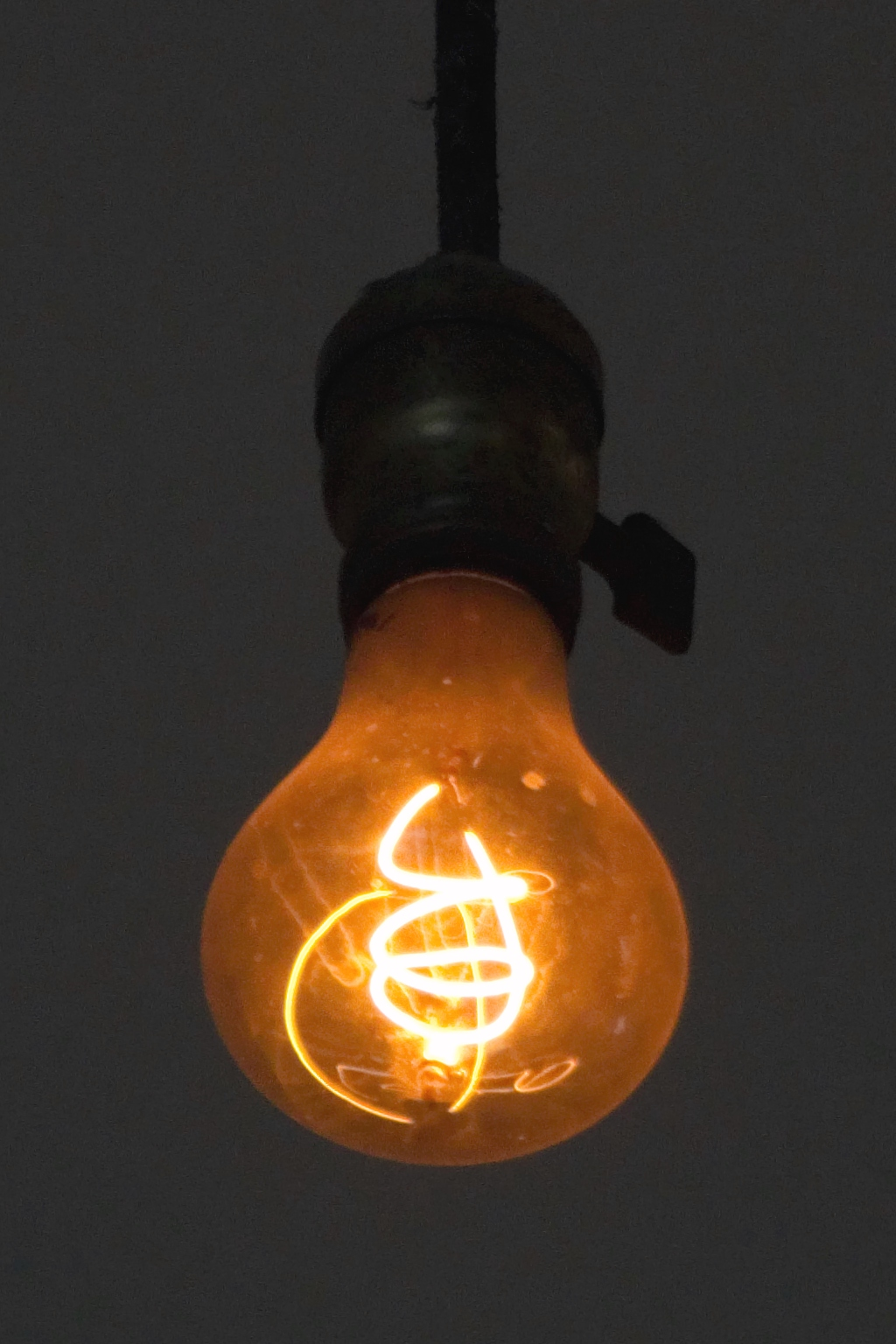
A százéves fény

Az évszázados villanykörte (angolul: Centennial Light, szó szerint „Százéves Fény”) a világ leghosszabb ideje használt izzólámpája, amely már 1901 óta ég, és ez idő alatt szinte sohasem kapcsolták le. A kaliforniai Livermore-ban ég, az East Avenue 4500. szám alatti épületben, a Livermore-Pleasantoni Tűzoltóság fenntartásában. Hosszú élettartama miatt szerepel a Guinness Rekordok Könyvében.

## Története
Az izzólámpa („körte”) eredetileg 30 watt (vagy 60 watt) teljesitményű volt, de ma már nagyon halványan ég, és körülbelül annyi fényt ad, mint egy 4 wattos éjjelilámpa. A kézzel fújt, szénszálas közönséges izzólámpát az ohiói Shelbyben gyártotta a Shelby Electric Company az 1890-es évek végén; ezekből a régi izzókból sok fennmaradt és még működőképesek is vannak köztük.  Zylpha Bernal Beck elbeszélése szerint az izzót az édesapja, Debbis Bernal 1901-ben adományozta a helyi tűzoltóságnak.
A fellelhető adatok azt sugallják, hogy legalább négy helyen használták. Eredetileg az L utcában egy pumpaállomáson lehetett a helye, majd Livermore központjában egy garázsba került, amelyet a tűzoltóság és a rendőrség használt. Amikor a tűzoltóságot átszervezték és az új városházába került, az izzó is velük költözött.
Különleges tartósságára először 1972-ben Mike Dunstan újságíró figyelt fel. Miután hetekig kérdezgette az egész életüket Livermore-ban leélt helyieket, megírta az „Izzó, amely a legöregebb lehet a világon” című cikkét, amelyet a Tri-Valley Herald közölt. Kapcsolatba lépett a Guinness könyv szerkesztőivel, a Ripley’s Believe It or Not központjával és a General Electric vállalattal, akik megerősítették, hogy tényleg ez a világ legkitartóbb körtéje. A cikk felkeltette Charles Kuralt figyelmét is, akinek népszerű műsora volt a CBS-TV csatornán On the Road with Charles Kuralt címmel.
1976-ban az osztály a 6-os tűzoltóállomásra költözött, az izzóval együtt. Az izzó vezetékét elvágták, mert attól féltek, hogy ha kicsavarják a foglalatból, akkor megsérülhet. A költöztetés során mindössze 22 percig volt áram nélkül. Egy különleges, erre a célra készült dobozban költöztették tűzoltóautó kísérettel, és új lakhelyén egy villanyszerelő azonnal összekötötte az állomás szükséghelyzeti generátorával. Azóta folyamatosan ég, egy olyan (ún. „szünetmentes”) áramforrással, amelyet nem érintenek az áramkimaradások. Korábban is csak rövid időszakokig nem égett, például 1937-ben egy hétig, amikor renoválták az épületét, illetve egy áramkimaradás miatt. 2001-ben közösségi barbecue-val és élőzenével ünnepelték meg az izzó századik születésnapját. 
2013. május 20-án este riadalmat okozott, hogy a lámpa képét közvetítő közösségi webkamerán megfigyelték: az izzó kialudt, láthatóan kiégett. Másnap reggel megvizsgáltatták egy villanyszerelővel, aki átkötötte egy másik áramforrásra. Kiderült, hogy nem az izzó ment tönkre, hanem az áramforrás. Kilenc óra és 45 perc telt el, mire az akkor már 112 éves fény újra kigyulladt. 
Az izzóra a Százéves Fény Bizottság vigyáz, amely a Livermore-Pleasantoni Tűzoltóság, a Livermore Öröksége Céh, a Lawrence Livermore Nemzeti Laboratórium és a Sandia Nemzeti Laboratórium összefogása. A tűzoltóság mindaddig a gondját viselné, amíg ég. Hogy mi lesz vele azután, arra még nincsen terv. A Ripley’s Believe it or Not! kérte, hogy az ő múzeumukban helyezzék majd el. Hosszú élettartamát az alacsony teljesítményével, és majdnem folyamatos működésével magyarázzák (utóbbit saját áramforrása teszi lehetővé).

## Fordítás
- Ez a szócikk részben vagy egészben  a   Centennial Light című angol Wikipédia-szócikk ezen változatának fordításán alapul.  Az eredeti cikk szerkesztőit annak laptörténete sorolja fel. Ez a jelzés csupán a megfogalmazás eredetét és a szerzői jogokat jelzi, nem szolgál a cikkben szereplő információk forrásmegjelöléseként.